# 2e régiment de chasseurs à cheval (Empire allemand)
Pour les articles homonymes, voir 2e régiment.
Le 2e régiment de chasseurs à cheval est un régiment de l'armée prussienne. Les chasseurs à cheval sont des unités de cavalerie légère qui sont principalement utilisées pour des tâches de reconnaissance et de sécurité.

## Organisation et affiliation
- 11e corps d'armée à Cassel

Général commandant : Général d'infanterie Reinhard von Scheffer-Boyadel
- 38e division d'infanterie à Erfurt

Commandant : lieutenant-général Ernst Wagner
- 38e brigade de cavalerie (de) à Erfurt

Commandant : Major-général Paul Weinschenk

## Création
En 1900, l'Ordre du Cabinet suprême (AKO) ordonne la formation d'un « détachement combiné de chasseurs à cheval » de deux escadrons avec une garnison à Langensalza. Il est affecté au 11e corps d'armée. La formation est achevée le 1er octobre 1900 (jour de la fondation) et les troupes sont prêtes à l'action à partir de ce jour. Lorsque le Reichstag approuve les fonds pour la formation de trois régiments de chasseurs à cheval en 1905, l'expansion du détachement précédent vers le 2e régiment de chasseurs à cheval commence. L'ossature est formée par les deux escadrons de détachement précédents, en tant que 1er et le 2e escadrons, auxquels sont rattachées les unités suivantes :
- l'escadron des chasseurs à cheval de la Garde de Potsdam en tant que 3e escadron
- le 3e escadron du 10e régiment de hussards (de) de Stendal en tant que 4e escadron
- le 5e escadron du 17e régiment de hussards brunswickois de Brunswick en tant que 5e escadron

## Première Guerre mondiale
Après la mobilisation pendant la Première Guerre mondiale, le régiment est délocalisé en Lorraine et prend en charge la protection des frontières dans le secteur de la 8e division de cavalerie et sécurise la zone avancée de la 6e armée .
À partir de septembre 1914, le régiment s'installe en Prusse-Orientale et participe aux combats de poursuite en Pologne et à la bataille de Varsovie. Il est principalement chargé de tâches de reconnaissance et de signalement, bien qu'il y ait des escarmouches mineures avec la cavalerie russe. En novembre 1914, les chasseurs participent à la bataille de Łódź. Au printemps et à l'été 1915, ils sont également déployés dans la guerre de tranchées entre la Courlande et la Düna. Les années 1916 et 1917 n'apportent pas d'opérations de combat majeures pour le régiment. Déplacé vers l'ouest au début de 1918, l'instruction en régiment de fusiliers de cavalerie commence avec la remise des chevaux. Le passage à la division de fusiliers de cavalerie de la Garde s'est fait en même temps que le 38e commandement de tirailleurs. Dès la fin mai 1918, le régiment combat près de Reims et se déplace vers le nord dans la seconde moitié de l'année, où il s'illustre particulièrement lors des batailles de Saint-Étienne.

Avec la 1re armée, la division de fusiliers de cavalerie de la Garde commence la marche de retour vers la position Anvers-Meuse à partir du 4 novembre 1918, avec des parties du régiment formant l'arrière-garde. Après l'armistice, le régiment commença à rentrer chez lui le 13 novembre 1918 et atteint la frontière près de Dasburg le 17 novembre. À partir du 5 décembre, le régiment est chargé à Potsdam, d'où il marche jusqu'à l'école principale des cadets de Groß-Lichterfelde, près de Berlin.
Les tirailleurs de cavalerie participent ensuite aux combats contre les spartakistes à Berlin, qui durent jusqu'au printemps 1919. En avril, le régiment s'installe dans la région de Zossen, où il est divisé entre les troupes de la Reichswehr et cesse d'exister :
- Le 4e escadron du 20e régiment de cavalerie de la Reichswehr le 9 août 1919
- Les escadrons restants comme 2e bataillon du 59e régiment d'infanterie de la Reichswehr

La tradition est adoptée dans la Reichswehr par l'escadron d'entraînement du 7e régiment (prussien) de cavalerie à Breslau.

## Commandants
| Rang                  | Nom                        | Début            | Fin           |
| --------------------- | -------------------------- | ---------------- | ------------- |
| Oberstleutnant/Oberst | Louis von Brauchitsch (de) | 1er octobre 1905 | 19 mars 1911  |
| Oberstleutnant        | Hermann Seul               | 20 mars 1911     | 21 mars 1914  |
| Oberstleutnant        | Fedor von Müller           | 22 mars 1914     | 30 avril 1918 |
| Major                 | Albert Schön               | 1er mai 1918     | 1919          |